# Стадион Тингвала ИП
Стадион Тингвала ИП (швед. Tingvalla Idrottsplats) је вишенаменски стадион у Карлстадо у Шведској. Дом је фудбалског тима Карлстад јунајтеда и тима америчког фудбала Карлстад крусејдерса. Такође се користи за атлетске догађаје и друге спортове и окупљања.

## Историја
Стадион је изграђен 1919. године, има капацитет од 10.000 (од којих само 1.100 седи). Рекорд посећености је постављен 24. августа 2.000. године, када је 10.421 гледалац видело како Карлстад јунајтед игра против С. С. Лација.
Како фудбалски клуб Карлстад БК (КБК) треба да игра своје утакмице у Дивизији 2 (4. највиши ниво) на Тингвалла ИП, општина је 2010. године одлучила да поправи инфраструктуру стадиона и да  изврши малу реновацију објекта, укључујући нову трибину за 250 особа, а нови сат за утакмице и нове ограде.